# Alan Tarney
Alan Tarney (né le 19 novembre 1945) est un auteur-compositeur, producteur de disques et bassiste anglais, Il est né à Northside, Workington, Cumberland, en Angleterre, mais a passé son adolescence à Adélaïde, en Australie, où il a rencontré son compagnon de composition et de musique  Trevor Spencer.
Il sera le bassiste du groupe 
The Shadows de 1971 à 1975.